# Stan (노래)
"Stan"은 2000년에 발매된 The Marshall Mathers LP에 수록되어 있는 미국의 힙합 가수 에미넴의 세번째 싱글노래이다. 또한 이 곡은 Curtain Call: The Hits 앨범에 포함되어 있기도 하다. 2002년 라이브에서는 엘튼 존과 함께 부른 적이 있다. 충격적인 가사의 스토리로 당시 실화 논란이 있었지만 에미넴은 '당시 한 남성이 임신한 부인과 동반 자살한 사건을 우연히 알게 되어 그곳에서 영감을 얻어 가사를 썼을 뿐, 실화는 아니다'라고 말한다.
The 45 King이 작곡을 하였으며, 다이도의 노래 'Thank You'를 샘플링하였다. 롤링 스톤은 "Stan(스탠)"을 롤링 스톤 역사상 가장 위대한 노래 500곡중 296위에 랭크하였다. 또한 VH1's list of the greatest hip hop songs of all-time에서 15위를 하기도 하였다. 영국에서 750,000장 넘게 판매된 것으로 알려져 있다. 또한 로큰롤 명예의 전당에 이름을 올리기도 하였다.
또한 MTV 유럽 뮤직 어워드에서 많은 부분에 선정되었다. 예로 올해의 비디오, Best Rap Video, Best Direction, 최고의 영화 예술 아카데미상(수정부탁)가 있다.

## 배경
이 노래는 허구의 인물인 "Stan(스탠)"의 이야기를 다룬다. Stan은 자신이 에미넴의 광팬이라 주장한다(곡 내에선 에미넴이 아니라 그의 또 다른 자아인 Slim Shady라는 이름으로 자신을 등장시킨다.).
곡에서 그는 에미넴에게 편지를 보내는데, 각 절마다 그(Stan)는 점점 에미넴에게 사로잡혀 간다. 허나 계속 답장이 오지 않자 점점 화를 내기 시작하는데, 결국 3번째 절에서는 임신한 여자친구를 차에 태운채로 호수를 향해 차를 몰며 에미넴에게 보낼 편지를 음성녹음을 한다.
첫 3번째 절들은 에미넴이 Stan으로서 메시지를 전달하며, 4번째 절에서는 Slim Shady의 목소리로 Stan에게 답장을 한다. 답을 하던 도중 Stan의 사망소식을 접하게 된다.

## 구조와 뮤직비디오
첫 번째 절에서, (허구적 인물인) Stan(Devon Sawa가 연기함.)은 자신의 영웅인 에미넴이 자신에게 답장을 해 주기를 바라며 편지를 3번 보낸다. 배경에선 비 내리는 소리와 천둥소리가 들리며, 연필로 종이 위에 편지를 쓰는 소리 또한 들린다. 또 그가 얼마나 에미넴에게 전념해 있는지 "I got a room full of your posters and your pictures, man"라는 문장을 통해 보여준다. 또한 "We should be together"라는 문장을 통해 Stan이 에미넴에게 동성애를 생각할 정도로 집착하고 있었다는 것을 알 수 있다.

## 가사
Verse 1 - Eminem As Stan
Dear Slim,[4] I wrote you but you still ain't calling
슬림에게, 당신에게 편지를 썼지만 여전히 연락이 없네요
I left my cell, my pager and my home phone at the bottom
제 휴대전화, 비퍼 그리고 집 전화번호까지 아래에 남겨놨는데 말이죠
I sent two letters back in autumn, you must-a not have got 'em
가을에 편지 두 장을 보냈었는데, 당신은 받지 못했나 보군요
There probably was a problem at the post office or something
아마도 우체국이나 다른 데서 문제가 있었다든지 했겠죠
Sometimes I scribble addresses too sloppy when I jot 'em
가끔 제가 주소를 쓸 때 너무 휘갈겨 쓰곤 하거든요
But anyways, fuck it, what's been up, man? How's your daughter?
어쨌든 그 얘긴 집어치우고, 요즘 잘 지내요? 당신 딸은 잘 있고요?
My girlfriend's pregnant too, I'm 'bout to be a father
제 여자친구도 임신했어요, 저도 곧 아빠가 된답니다
If I have a daughter, guess what I'mma call her,
만일 딸이라면, 제가 뭐라고 이름을 지을지 맞춰봐요
I'mma name her Bonnie
보니라고 지을 거예요[5]
I read about your Uncle Ronnie too, I'm sorry
당신의 삼촌 로니[6]에 대해서 읽어봤는데요, 유감이에요
I had a friend kill himself over some bitch who didn't want him
저도 자신이 좋아했던 여자가 받아주지 않자 자살한 친구가 있거든요
I know you probably hear this every day, but I'm your biggest fan
아마 매일같이 듣는 말이겠지만, 전 당신의 가장 열렬한 팬이에요
I even got the underground shit that you did with Skam
전 당신이 무명 시절 스캠과 함께 냈던 음반도 가지고 있어요[7]
I got a room full of your posters and your pictures, man
내 방은 당신 포스터와 사진들로 꽉 차 있죠
I like the shit you did with Rawkus too, that shit was phat
당신이 러커스와 만든 노래도 좋아합니다, 꽤 괜찮았어요[8][9]
Anyways, I hope you get this man, hit me back
어쨌든, 이 편지 꼭 받길 바라고, 답장 부탁해요
Just to chat, truly yours, your biggest fan, this is Stan.
우리 수다나 떨죠, 당신의 가장 열렬한 팬, 스탠으로부터.
Verse 2 - Eminem as Stan
Dear Slim, you still ain't called or wrote, I hope you have a chance,
슬림에게, 여전히 답장이 없네요, 제게 연락할 기회가 있길 바라요
I ain't mad, I just think it's fucked up you don't answer fans
화난 건 아닌데, 단지 당신이 팬들한테 답장조차 안 해주는게 좆같을 뿐이에요
If you didn't wanna talk to me outside your concert
저랑 콘서트 무대 밖에서 얘기하고 싶지 않았으면
You didn't have to, but you coulda signed an autograph for Matthew
그럴 필요는 없었지만, 그래도 매튜를 위해 사인쯤은 해줄 수 있었잖아요
That's my little brother man, he's only six years old
걔는 내 남동생이에요, 이제 겨우 6살짜리요
We waited in the blistering cold for you for four hours and you just said no
우리는 얼어붙는 추위 속에서 당신을 4시간이나 기다렸는데 당신은 그냥 “안돼“라고 했죠
That's pretty shitty man, you're like his fucking idol
이건 존나 너무하잖아요, 당신은 제 동생의 우상이란 말입니다
He wants to be just like you man, he likes you more than I do
동생은 당신처럼 되고 싶어 해요, 나보다 훨씬 더 당신을 좋아한다구요
I ain't that mad though, I just don't like being lied to
그렇게까지 화나진 않았어요, 그냥 제가 속은 게 싫을 뿐이에요
Remember, when we met in Denver, you said if I'd write you, you would write back
덴버[10]에서 만났을 때 기억해요? 편지하면 답장해 주겠다고 했잖아요
See, I'm just like you in a way, I never knew my father neither
봐요, 어떤 점에선 난 당신과 닮았어요, 저도 제 아버지를 몰랐거든요
He used to always cheat on my mom and beat her
그는 항상 바람을 피우고 어머니를 때렸죠
I can relate to what you're saying in your songs
당신의 노래 속 이야기가 제 이야기 같아요
So when I have a shitty day, I drift away and put 'em on
그래서 기분이 개같은 하루일 땐, 멍하니 있다 당신 노래를 틉니다
Cause I don't really got shit else so that shit helps when I'm depressed
딱히 그거 말고는 할 것도 없고, 울적할 땐 당신 노래가 날 위로해주거든요
I even got a tattoo of your name across the chest
전 심지어 가슴 한복판에 당신 이름 문신까지 새겼어요
Sometimes I even cut myself to see how much it bleeds
가끔은 피가 얼마나 나는지 보려고 칼로 자해하기도 해요
It's like adrenaline, the pain is such a sudden rush for me
그건 아드레날린 같아서, 갑자기 고통이 확 찾아오죠
See everything you say is real
정말 당신이 말한 그대로예요
And I respect you cause you tell it
그걸 알려준 당신이 존경스러워요
My girlfriend's jealous cause I talk about you 24/7
내 여자친구는 내가 온종일 당신 얘기만 한다고 질투합니다
But she don't know you like I know you Slim, no one does
하지만 걔는 나만큼 당신을 알진 못해요, 아무도 모르죠
She don't know what it was like for people like us growing up
그녀는 우리 같은 사람들이 어떻게 자랐는지 모르잖아요
You gotta call me man, I'll be the biggest fan you'll ever lose
꼭 전화해 줘요, 난 당신이 잃을 수 있는 최고의 팬이니까
Sincerely yours, Stan, P.S. We should be together too
당신만의 친구, 스탠이, 추신. 우린 함께여야만 해요[11]

Verse 3 - Eminem As Stan
Dear Mr. "I'm-Too-Good-to-Call-or-Write-My-Fans"
"난-내-팬들에게-전화나-편지를-하기엔-너무-대단함" 씨에게
This'll be the last package I ever send your ass
이번이 망할 네놈에게 보내는 마지막 소포가 될 거야
It's been six months and still no word, I don't deserve it?
6개월이나 지났는데 여전히 소식이 없어, 아직도 내가 부족해?
I know you got my last two letters, I wrote the addresses on 'em perfect
네가 지난 두 통의 편지 받은 거 다 알아, 주소를 완벽하게 써놨거든
So this is my cassette I'm sending you, I hope you hear it
그리고 이건 내가 너한테 보내는 카세트야, 꼭 듣길 바란다
I'm in the car right now, I'm doing 90 on the freeway
지금 운전 중이거든, 90(마일)[12]으로 고속도로를 밟고 있지
Hey Slim, I drank a fifth of vodka, you dare me to drive?
이봐 슬림, 난 보드카를 5분의 1 갤런이나 마셨어[13], 감히 날 운전하게 만들어?[14]
You know the song by Phil Collins "In the Air of the Night"[15]
너 필 콜린스가 부른 "In The Air Of The Night"라는 곡 알지?
About that guy who could've saved that other guy from drowning
어떤 남자가 물에 빠진 다른 남자를 구할 수 있었는데
But didn't, then Phil saw it all, then at a show he found him
그러지 않았고, 그걸 본 필은 그 후 쇼에서 그를 발견하잖아
That's kinda how this is, you could've rescued me from drowning
지금도 마찬가지야, 넌 날 구할 수도 있었어
Now it's too late, I'm on a thousand downers now, I'm drowsy
이젠 너무 늦었다, 안정제 1000알을 먹었거든, 좀 졸리네
And all I wanted was a lousy letter or a call
내가 원했던 건 고작 단 한번의 답장이나 전화였는데
I hope you know I ripped all of your pictures off the wall
내가 벽에 있던 네 사진 싹 다 찢어버렸단 거 알길 바란다
I loved you Slim, we could've been together, think about it
난 널 사랑했어 슬림, 우린 함께할 수 있었어, 생각해봐
You ruined it now, I hope you can't sleep and you dream about it
네가 망친 거야, 네가 잠도 못 들고 내 꿈 꿨으면 좋겠어
And when you dream, I hope you can't sleep and you SCREAM about it
그리고 꿈 꿀 때마다 계속 절규했으면 좋겠어
I hope your conscience EATS AT YOU and you can't BREATHE without me
네가 양심에 잡아먹혀 나 없인 숨도 못 쉬면 좋겠다고
See Slim? - Shut up bitch, I'm tryna talk!
알겠어 슬림? - (비명 소리) - 닥쳐 썅년아, 내가 말하고 있잖아!
Hey Slim, that's my girlfriend screaming in the trunk
- (비명 소리 계속됨) - 야 슬림, 방금 건 그냥 내 여자친구가 트렁크에서 소리를 질렀을 뿐이야.
But I didn't slit her throat, I just tied her up, see, I ain't like you
근데 목을 따진 않았고, 그냥 묶어만 놨어, 봐, 난 너랑 달라[16]
Cause if she suffocates she'll suffer more and then she'll die too
만약 그녀가 질식하면 더 고통스러울 거고, 그러다 죽을 테니까
Well, gotta go, I'm almost at the bridge now
글쎄, 그만 끝내야겠다, 지금 다리에 거의 다 왔거든
Oh shit, I forgot, how am I supposed to send this shit out?
아 씨발, 깜빡했다, 이걸 어떻게 너한테 보내지?
- (차가 미끄러지는 소리, 부딪히는 소리, 물에 떨어지는 소리) -

## 곡 목록
| #  | 제목                                                                   | 작사·작곡                                   | 프로듀서               | 재생 시간 |
| -- | ---------------------------------------------------------------------- | ------------------------------------------- | ---------------------- | --------- |
| 1. | 〈Stan〉 (radio edit)                                                  | Marshall Mathers Dido Armstrong Paul Herman | The 45 King Eminem [a] |           |
| 2. | 〈Guilty Conscience〉 (radio version with gunshot)                     | Mathers Andre Young                         | Dr. Dre Eminem [a]     |           |
| 3. | 〈Hazardous Youth〉 (acapella version)                                 | Mathers                                     |                        |           |
| 4. | 〈Get You Mad〉 (Sway & King Tech featuring DJ Revolution with Eminem) | Mathers                                     | DJ King Tech           |           |

비고
- ^[a]  signifies a co-producer.

## 차트
| 차트 (2000–01)                   | 최고 순위 |
| -------------------------------- | --------- |
| 오스트레일리아 (ARIA)            | 1         |
| 오스트리아 (Ö3 오스트리아 탑 40) | 1         |
| 벨기에 (울트라탑 50 플랑드르)    | 3         |
| 벨기에 (울트라탑 50 왈로니아)    | 2         |
| 덴마크 (트랙리슨)                | 1         |
| Europe (유럽 핫 100)             | 1         |
| 핀란드 (수오멘 비랄리넨 리스타)  | 1         |
| 프랑스 (SNEP)                    | 4         |
| 독일 (미디어 컨트롤 AG)          | 1         |
| Ireland (IRMA)                   | 1         |
| Italy (FIMI)                     | 1         |
| 네덜란드 (네덜란드스 탑 40)      | 3         |
| 뉴질랜드 (레코드 뮤직 NZ)        | 14        |
| 노르웨이 (VG-리스타)             | 3         |
| Romania (루마니아 탑 100)        | 1         |
| 스페인 (푸로무시카에)            | 3         |
| 스웨덴 (스베리예토프리스탄)      | 3         |
| 스위스 (슈바이처 히트파라데)     | 1         |
| UK Singles (공식 차트)           | 1         |
| US 빌보드 상위 100               | 51        |
| US 빌보드 상위 R&B/Hip-Hop 노래  | 36        |
| US 빌보드 메인스트림 40          | 33        |

| Chart (2000/01)                     | 순위 |
| ----------------------------------- | ---- |
| 호주 싱글 차트                      | 6    |
| 오스트리아 싱글 차트                | 6    |
| 벨기에 (플랑드르) 싱글 차트         | 31   |
| 벨기에 (왈로니아) 싱글 차트         | 20   |
| 프랑스 싱글 차트                    | 29   |
| 스위스 싱글 차트                    | 3    |
| 영국 싱글 (Official Charts Company) | 6    |

| (2000–2009)    | 순위 |
| -------------- | ---- |
| 독일 싱글 순위 | 79   |

| 나라       | 판매량(수정부탁) | 판매량  |
| ---------- | ---------------- | ------- |
| 호주       | 2× Platinum      | 140,000 |
| 오스트리아 | Gold             | 15,000  |
| 벨기에     | Platinum         | 40,000  |
| 프랑스     | Platinum         | 500,000 |
| 독일       | Platinum         | 500,000 |
| 네덜란드   | Gold             | 20,000  |
| 스웨덴     | Platinum         | 20,000  |
| 스위스     | Gold             | 25,000  |
| 영국       | Platinum         | 880,000 |